# Lill-Harajaure
Lill-Harajaure är en sjö i Jokkmokks kommun i Lappland och ingår i Luleälvens huvudavrinningsområde.